# Maureen Robinson
La doctora Maureen Robinson es un personaje de la serie de televisión Perdidos en el espacio interpretado por June Lockhart, por Mimi Rogers en la adaptación fílmica y por Molly Parker en la serie de 2018. 

## Serie original
Nace el 25 de junio de 1958, en la Ciudad de Nueva York, EE. UU. , como Maureen Tomlinson, hija de James y Margaret Tomlinson, quien fundó la Corporación de Ingeniería Tomlinson que fabrica partes para naves aeroespaciales. Sus padres fueron asesinados misteriosasmente en 1966 mientras Maureen asistía a una escuela privada y su hermana Coleen finalizó su crianza en Los Ángeles, California. Quizás el trauma de la muerte de sus padres le provocó ser sobreprotectora con sus hijos. Se graduó el California Institute of Technology como ingeniera química, es en esta universidad donde conoce a John Robinson, con quien se casa y tiene tres hijos; Judy, Penny y Will. Trabajó temporalmente en una compañía química que producía combustible para usos militares y aeroespaciales, y se doctoró en bioquímica, aunque dejaba su empleo frecuentemente para realizar sus labores de ama de casa. Fue reticente a la idea de que ella y su familia viajaran al espacio como la primera familia espacial, pero finalmente lo aceptó y se embarcó en el proyecto.

## Piloto de 2003
El piloto de un remake en 2003 titulado The Robinsons comisionado por The WB Television Network no fue seleccionado para producción. En él Maureen es interpretada por Jayne Brook.

## Serie de 2018
La actriz seleccionada para dar vida al personaje en la serie de Netflix de 2018 es Molly Parker. Descrita como una "valiente y brillante ingeniera aeroespacial que toma la decisión de llevar a su familia a un nuevo mundo".